# Saint-Sauveur-de-Carrouges
Saint-Sauveur-de-Carrouges és un municipi francès situat al departament de l'Orne i a la regió de Normandia. L'any 2007 tenia 259 habitants.

## Demografia

### Població
El 2007 la població de fet de Saint-Sauveur-de-Carrouges era de 259 persones. Hi havia 104 famílies de les quals 32 eren unipersonals (12 homes vivint sols i 20 dones vivint soles), 32 parelles sense fills, 36 parelles amb fills i 4 famílies monoparentals amb fills.
La població ha evolucionat segons el següent gràfic:
Habitants censats

### Habitatges
El 2007 hi havia 174 habitatges, 110 eren l'habitatge principal de la família, 35 eren segones residències i 29 estaven desocupats. Tots els 173 habitatges eren cases. Dels 110 habitatges principals, 91 estaven ocupats pels seus propietaris, 16 estaven llogats i ocupats pels llogaters i 3 estaven cedits a títol gratuït; 2 tenien una cambra, 5 en tenien dues, 24 en tenien tres, 27 en tenien quatre i 52 en tenien cinc o més. 71 habitatges disposaven pel capbaix d'una plaça de pàrquing. A 59 habitatges hi havia un automòbil i a 44 n'hi havia dos o més.

### Piràmide de població
La piràmide de població per edats i sexe el 2009 era:
| Homes | Edats   | Dones |
| ----- | ------- | ----- |
| 0     | 95 o +  | 0     |
| 0     | 90 a 94 | 0     |
| 4     | 85 a 89 | 0     |
| 0     | 80 a 84 | 0     |
| 0     | 75 a 79 | 4     |
| 8     | 70 a 74 | 8     |
| 8     | 65 a 69 | 4     |
| 4     | 60 a 64 | 12    |
| 0     | 55 a 59 | 0     |
| 4     | 50 a 54 | 4     |
| 20    | 45 a 49 | 12    |
| 12    | 40 a 44 | 8     |
| 8     | 35 a 39 | 28    |
| 4     | 30 a 34 | 0     |
| 4     | 25 a 29 | 4     |
| 4     | 20 a 24 | 4     |
| 8     | 15 a 19 | 12    |
| 12    | 10 a 14 | 20    |
| 4     | 5 a 9   | 4     |
| 4     | 0 a 4   | 4     |

## Economia
El 2007 la població en edat de treballar era de 175 persones, 123 eren actives i 52 eren inactives. De les 123 persones actives 109 estaven ocupades (62 homes i 47 dones) i 14 estaven aturades (11 homes i 3 dones). De les 52 persones inactives 18 estaven jubilades, 14 estaven estudiant i 20 estaven classificades com a «altres inactius».

### Ingressos
El 2009 a Saint-Sauveur-de-Carrouges hi havia 109 unitats fiscals que integraven 264 persones, la mediana anual d'ingressos fiscals per persona era de 15.427 €.

### Activitats econòmiques
Dels 12 establiments que hi havia el 2007, 1 era d'una empresa extractiva, 6 d'empreses de construcció, 1 d'una empresa de comerç i reparació d'automòbils, 1 d'una empresa de transport, 1 d'una empresa immobiliària, 1 d'una empresa de serveis i 1 d'una entitat de l'administració pública.
Dels 4 establiments de servei als particulars que hi havia el 2009, 2 eren lampisteries i 2 empreses de construcció.
L'any 2000 a Saint-Sauveur-de-Carrouges hi havia 14 explotacions agrícoles que ocupaven un total de 720 hectàrees.

## Poblacions més properes
El següent diagrama mostra les poblacions més properes.